# Гидроузел (Можайский район)
Гидроузел — посёлок сельского типа в Можайском районе Московской области, в составе городского поселения Можайск. Численность постоянного населения по Всероссийской переписи 2010 года — 794 человека, в посёлке числятся 1 улица и 1 садовое товарищество, работают средняя школа, детский сад № 7. До 2006 года посёлок входил в состав Кукаринского сельского округа.
Посёлок расположен в центральной части района, примерно в 3,5 км к северо-западу от Можайска, у южной стороны плотины на Москва-реке, образующей Можайское водохранилище, высота центра над уровнем моря 198 м. Ближайшие населённые пункты — Москворецкая Слобода, Заречная Слобода, Криушино и Новая.